# Plexaurella regia
Plexaurella regia är en korallart som beskrevs av Barreira e Castro 1986. Plexaurella regia ingår i släktet Plexaurella och familjen Plexauridae. Inga underarter finns listade i Catalogue of Life.